# رود كيرل
رود كيرل (بالإنجليزية: Rod Curl)‏ هو لاعب غولف أمريكي، ولد في 9 يناير 1943 في ردينغ في الولايات المتحدة.

## وصلات خارجية
- رود كيرل على موقع رابطة لاعبي الغولف المحترفين (الإنجليزية)